# テレビで中国語
テレビで中国語（てれびでちゅうごくご）は、NHK教育テレビジョンが2008年3月31日から2022年3月22日まで放送された中国語（普通話）の語学講座番組である。

## 概要
前身は1967年度に始まった『中国語会話』。2008年度からの各語学講座番組の刷新により、ドイツ語・フランス語・スペイン語・イタリア語・ハングル講座とともに、タイトルが『テレビで中国語』へと改められた。
初年度となる2008年度には、北京オリンピックの開催に伴い通常の深夜・早朝放送に加えた追加放送が行われている。リオデジャネイロオリンピック開催年の2016年には、早朝の再放送が競技の試合時間延長に伴う放送時間変更で中止となった分は、別日に放送された。
NHK放送技術研究所が開発した声調の抑揚を可視化するソフト「声調確認くん」が2015年度から番組内で使用され、2016年4月から番組公式サイトのサービスやスマートフォン用アプリでも利用可能になった。
2009年度放送分はDVD版（テレビで中国語 実感！伝えるヨロコビ 全3枚セット）が販売されている。
本名義での放送は2021年度いっぱいで終了し、2022年度からは『中国語!ナビ』にリニューアルされた。

## 放送時間
教育テレビ（Eテレ）
（2008年）
- 本放送：月曜日 23:00 - 23:25

（2009年～2010年）
- 本放送：月曜日 24:00 - 24:25

（2011年）
- 本放送：月曜日 23:00 - 23:25

（2012年～2014年）
- 本放送：火曜日 22:00 - 22:25
- 再放送：金曜日 6:00 - 6:25

（2015年）
- 本放送：火曜日 23:00 - 23:25
- 再放送：翌週水曜日 5:30 - 5:55

（2016年～2017年）
- 本放送：火曜日 23:25 - 23:50
- 再放送：翌週木曜日 6:00 - 6:25

（2018年～2020年）
- 本放送：火曜日 23:30 - 23:55
- 再放送：翌週木曜日 6:00 - 6:25

（2021年）
- 本放送：火曜日 22:55 - 23:20
- 再放送：木曜日 6:00 - 6:25

## 放送の休止・変更・アンコール編成

### 2012年度
2012年5月1日の本放送・5月4日の再放送は、アンコール編成のため、2012年4月24日・4月27日と同じ内容のものが放送される。
2012年8月14日の本放送・8月17日の再放送は、アンコール編成のため、2012年8月7日・8月10日と同じ内容のものが放送される。
2013年1月1日の本放送・1月4日の再放送は、年末年始特別編成のため、休止になる。
2013年3月26日の本放送・3月29日の再放送は、アンコール編成のため、2013年3月19日・3月22日と同じ内容のものが放送される。

## 内容

### 2021年度

#### 出演者
- 講師：陳淑梅（東京工科大学メディア学部教授）
- 出演：イモトアヤコ（鳥取県出身。タレント）
- ネイティブゲスト：王陽（中国・江蘇省常州市出身）
- スキット声優：劉鍾德
- スキット声優：劉セイラ

### 2020年度

#### 出演者
- 講師：陳淑梅
- 出演：稲葉友（神奈川県出身。俳優）
- ネイティブゲスト：王陽（中国・江蘇省常州市出身）
- スキット声優：浅野杏奈（東京都出身。マジカル・パンチラインメンバー）
- スキット声優：劉セイラ
- スキット声優：李軼倫
- ネイティブゲスト：秋吉健吾
- 歌手：ロン・モンロウ（2019年度の再放送）

### 2019年度

#### 出演者
- 講師：陳淑梅
- 出演：佐野ひなこ（東京都出身。女優・モデル）
- ネイティブゲスト：王陽
- ネイティブゲスト：秋吉健吾
- 歌手：ロン・モンロウ

### 2018年度

#### 出演者
- 講師：陳淑梅
- 出演：浅野杏奈
- ネイティブゲスト：王陽
- ネイティブゲスト：イーラン（中国・北京出身。ファッションモデル）

### 2017年度

#### 出演者
- 講師：三宅登之（東京外国語大学総合国際学研究院教授）
- 出演：森迫永依（千葉県印西市出身。女優。母親が中国人でダブル）※レギュラー出演前の2008年7月に、ゲストとして出演していた。（後述）
- ネイティブゲスト：王陽
- ネイティブゲスト：イーラン

### 2016年度

#### 出演者
- 講師：三宅登之
- 出演：川島海荷（埼玉県新座市出身。女優。アイドルユニット・9nine元メンバー）
- ネイティブゲスト：王陽（中国・江蘇省常州市出身）
- ネイティブゲスト：段文凝（ダンブンギョウ。中国・天津出身。元天津テレビ局所属）

### 2015年度

#### 出演者
- 講師：三宅登之
- 出演：壇蜜（秋田県横手市出身。グラビアアイドル。）
- ネイティブゲスト：アレックス・ルー（中国・北京出身。俳優）
- ネイティブゲスト：段文凝
- お茶コーナー講師：林聖泰（リン・セイタイ  NPO法人中国茶文化協会理事長）

### 2014年度

#### 出演者
- 講師：山崎直樹（関西大学外国語学部教授）
- 出演：矢部太郎（東京都東村山市出身。お笑いタレント。お笑いコンビ・カラテカのボケ担当）
- 出演：藤岡みなみ（兵庫県神戸市出身。タレント。）
- ネイティブゲスト：阿部力（中国・黒竜江省出身。俳優）
- ネイティブゲスト：段文凝
- 你好 田中&阿部のインターンシップ：田中直樹（大阪府豊中市出身。お笑いタレント、俳優。お笑いコンビ・ココリコのボケ担当）
- ナレーション：劉セイラ

### 2013年度

#### 出演者
- 講師：山崎直樹
- 出演：北乃きい（神奈川県横須賀市出身。女優）
- 出演：ねんど大介（長崎県大村市出身。台湾在住日本人芸人）2013年10月～2014年3月
- ネイティブゲスト：阿部力
- ネイティブゲスト：段文凝

### 2012年度

#### 出演者
- 講師：陳淑梅
- 生徒：田中直樹
- ネイティブゲスト：阿部力
- ネイティブゲスト：段文凝

### 2011年度

#### 出演者
- 講師：陳淑梅
- 生徒：藤原紀香（兵庫県西宮市出身。女優）
- ネイティブゲスト：胡兵（フービン。中国・上海出身。タレント）
- ネイティブゲスト：Cica（シカ。中国・貴州省出身。ファッションモデル）
- ネイティブゲスト：魯大鳴（ルーダーミン。中国・北京出身。京劇俳優）
- 発音コーナーネイティブゲスト：段文凝

### 2010年度

#### 出演者
- 講師：荒川清秀（愛知大学国際コミュニケーション学部教授。日本中国語学会理事。 中国語教育学会会長。）※2009年度からの続投
- 生徒：山本太郎（兵庫県宝塚市出身。タレント）
- ネイティブゲスト：鶯と燕（インとイェン。中国・武漢出身の中国箏ユニット。一卵性双生児で、姉が鶯（イン）、妹が燕（イェン）。）
- ネイティブゲスト：胡兵（フービン。中国・上海出身。タレント）

#### コーナー構成
テーマは「一人旅が出来る”万能”中国語」。
スキット「北京まちかど散歩」
北京市の街角での日常生活にスポットを当てていくもの。スキットから「今日のキーフレーズ」を練習、その後、鶯と燕が入れ替わりで単語を中国語で紹介する「単語コーナー」に移行する。4/27放送分からは胡兵も合流。
簡体字横丁
山本及び鶯と燕によるやり取りを交えながら簡体字一文字にスポットを当てるミニコーナー。第5課（4/27）には魯大鳴も出演している。
応用会話  聞きとりに挑戦！
鶯と燕、胡兵のやり取りから会話のヒアリングをしていくコーナー。字幕は中国語+日本語と日本語字幕のみの2つが表示される。
ピンインの間
荒川、鶯と燕が中国語において大切な発音を紹介する。2009年度の発声練習に相当。
中国見聞録
胡兵が北京の最新事情を中国語（日本語字幕付き）で紹介していくコーナー。ナレーションも胡兵が行う。
4月のおさらい回では鶯と燕が新曲演奏を披露。

### 2009年度

#### 出演者
- 所長（講師）：荒川清秀
- 研修生（生徒）：北陽（虻川美穂子・伊藤さおり）
- 助手（ネイティブゲスト）：ローラ・チャン
- “単語のスペシャリスト”（マスコットキャラクター）：おにぎり（饭团儿） - 声の出演は京劇俳優の魯大鳴

#### コーナー構成
テーマは「実感!伝えるヨロコビ」。
スキット「ローラの上海リポート」（4月 - 9月）
2010年に万博が開かれる上海をローラが紹介する。スキットから「今日のキーフレーズ」を練習する。
スキット「ローラの杭州・蘇州リポート」（10月 - 3月）
上海周辺の観光地である杭州・蘇州をローラが紹介する。スキットから「今日のキーフレーズ」を練習する。
身のまわりのTANGO
ローラとおにぎりが単語を音楽のリズムに乗せながら中国語で紹介する。
発音練習（4月 - 9月）
中国語で大切な発音を紹介し練習する。
文法Q&A（10月 - 3月）
疑問に思う言葉や文法に関して解説する。
文化コーナー
- 料理コーナー

偶数月は「陳建一の中国厨房」、奇数月は「王連清の家庭料理」として、中華料理のレシピを紹介する。
紹介された料理は次の通り。
- 4月：麻婆豆腐
- 5月：上海ガニの小籠包
- 6月：チンジャオロース
- 7月：ばら肉のしょうゆ煮込み
- 8月：バンバンジー
- 9月：ワンタン
- 10月：エビのチリソース
- 11月：酔っぱらいガニ
- 12月：担担麺
- 1月：マナガツオの甘酢あんかけ
- 2月：五目チャーハン
- 3月：両面焼きそば

- Chaiうた

中国の音楽を紹介する。
- 4月：「魔術先生」ジェイ・チョウ
- 5月：「悲しみがとまらない」ZOE
- 7月：「まつり花」中国の民謡
- 8月：「上海ブギウギ」amin

- 陳静のカンフーレッスン

カンフーを取り入れたエクササイズを紹介。体の部位などを表す語句も紹介する。
- このほかに、中国の俳優や映画監督のスペシャルインタビュー、映画の紹介などが放送される。

北陽の会話にチャレンジ!!
- この回に習った表現を使って、北陽とおにぎりが会話をする。

### 2008年度

#### 出演者
- 講師：古川裕（大阪大学大学院教授）
- 生徒：小池栄子
- ネイティブゲスト：ローラ・チャン、李浩（中国語会話2003年にも出演）

#### コーナー構成
テーマは「イメージでつかむ中国語!」。中国語を初めて学ぶ人のために、基本となる中国語の文法をイメージで紹介していく形をとっている。
スキット「北京の休日」（4月-11月2週）
仕事による赴任で留学以来、4年ぶり北京を訪れた日本人会社員・高田雅秀を主人公に、さまざまな北京の出来事を紹介していく。スキットから「今日のキーフレーズ」、「もうひとフレーズ」を練習する。
スキット「上海の平日」（11月3週-）
日本人大学生・大谷由香と由香が姉と慕っているキャリアウーマン・楊翠玉が上海で繰り広げる恋のストーリーを紹介していく。スキットから「今日のキーフレーズ」、「もうひとフレーズ」を練習する。
加油!オリンピック（4月-9月）
競技名、スポーツ用語、ルール用語、応援の表現などを、音楽のリズムに乗せながら中国語で紹介する。
三文字劇場（10月-）
「难不难？（むずかしい？）」など、三文字で表現できるフレーズを「加油!オリンピック」のリズムで紹介。
おさらい回
毎月最終週の放送。その月に学習したことを総復習するほか、中国に関わりのある人をゲストに招く。
「チャイナトークショー」のゲストは次の通り。
- 4月：アドゴニー・ロロ
- 5月：Kiroro
- 6月：関口知宏
- 7月：森迫永依（小池と森迫は連続テレビ小説『瞳』に出演していた。のちに、森迫は2017年度のレギュラー生徒役として出演。）
- 8月：ゲスト無し、小池栄子の特別企画
- 9月：alan
- 10月：楊逸
- 11月：いっこく堂
- 12月：田中麗奈
- 1月：陳建一
- 2月：藤田恵美
- 3月：小田空